# Покорител на десетте планински първенци
Движението „Покорител на десетте планински първенеца“ е по подобие на инициативата „Опознай България – 100 национални туристически обекта“ на Българския туристически съюз (БТС) и цели популяризирането на планинския туризъм в България.

## Списък
Инициативата е от 1 януари 2005 г. и е насочена към запалените планинари. Движението заменя предишното „Покорител на седемте планински първенеца“. Целта е да бъдат събрани печати от най-високите върхове на планините в България:
| №  | Връх          | Кота | Планина       |
| -- | ------------- | ---- | ------------- |
| 1  | Мусала        | 2925 | Рила          |
| 2  | Вихрен        | 2914 | Пирин         |
| 3  | Ботев         | 2376 | Стара планина |
| 4  | Черни връх    | 2290 | Витоша        |
| 5  | Руен          | 2251 | Осогово       |
| 6  | Гоцев връх    | 2212 | Славянка      |
| 7  | Голям Перелик | 2191 | Родопи        |
| 8  | Радомир       | 2029 | Беласица      |
| 9  | Руй           | 1706 | Руй           |
| 10 | Богдан        | 1604 | Средна гора   |

## Печати и отличия
Печатите са триъгълни и се събират в отделна книжка. Книжките се издават от Българския туристически съюз. Продават се от туристическите дружества и туристическите обекти край планинските първенци. Сребърна значка се дава на всички изкачили седемте планински първенеца от предишното движение. За получаване на златна значка е необходимо изкачването на всичките 10 планински първенеца от настоящото движение. За получаването на значките е необходимо представяне на книжка, подпечатана с необходимия брой печати.
Значките се получават в централния офис на БТС на адрес: София, бул. „Васил Левски“ № 75.
Местоположение на печатите:
1. Мусала – метеорологична станция на върха и заслон „Ледено езеро“;
2. Вихрен – хижа „Вихрен“ и хижа „Бъндерица“;
3. Ботев – метеорологична станция на върха и заслон „Ботев“;
4. Черни връх – заслона при метеорологичната станция на върха и хижа „Алеко“;
5. Руен – хижа „Осогово“ и хотел „Три буки“;
6. Гоцев връх – хижа „Славянка“ и хижа „Извора“;
7. Голям Перелик – хижа „Перелик“;
8. Радомир – хижа „Конгур“ и хижа „Лопово“;
9. Руй – Туристически информационен център в Трън;
10. Богдан – Туристическите спални „Войводенец“ и „Богдан“, хижа „Средногорец“;

## Галерия
- връх Мусала
- връх Вихрен
- връх Ботев
- връх Черни връх
- връх Руен
- връх Гоцев връх
- връх Радомир
- връх Руй
- изглед от връх Богдан